# Бахрейн на літніх Олімпійських іграх 1988
Бахрейн на Літніх Олімпійських іграх 1988 року в Сеулі (Корея) був представлений командою з 7 спортсменів (одні чоловіки) у трьох видах спорту. Жодної медалі не завоював.